# Drei-Grafen-Kabinett

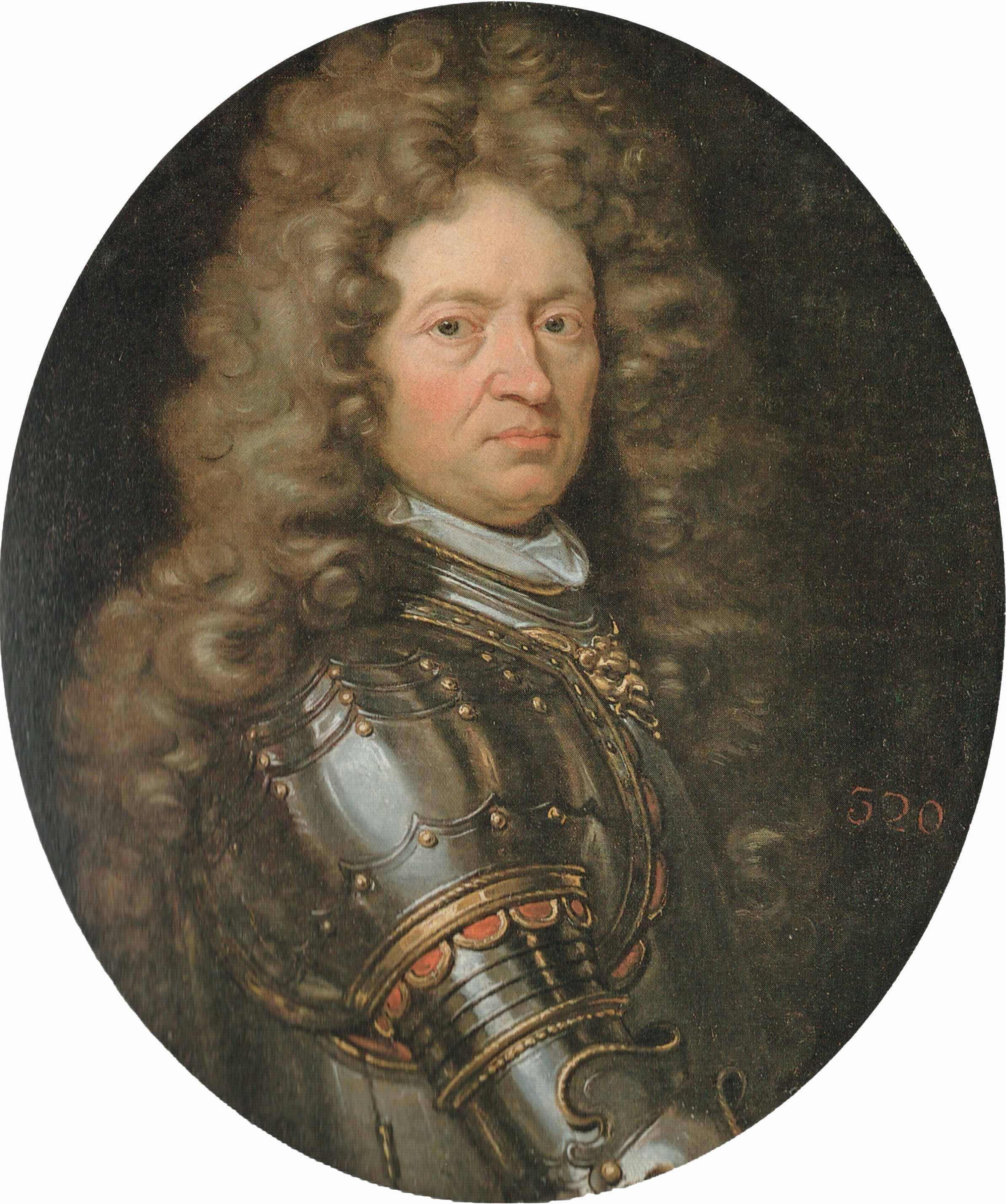
Johann Kasimir Kolbe Reichsgraf von Wartenberg, Premierminister und Kopf des Trios

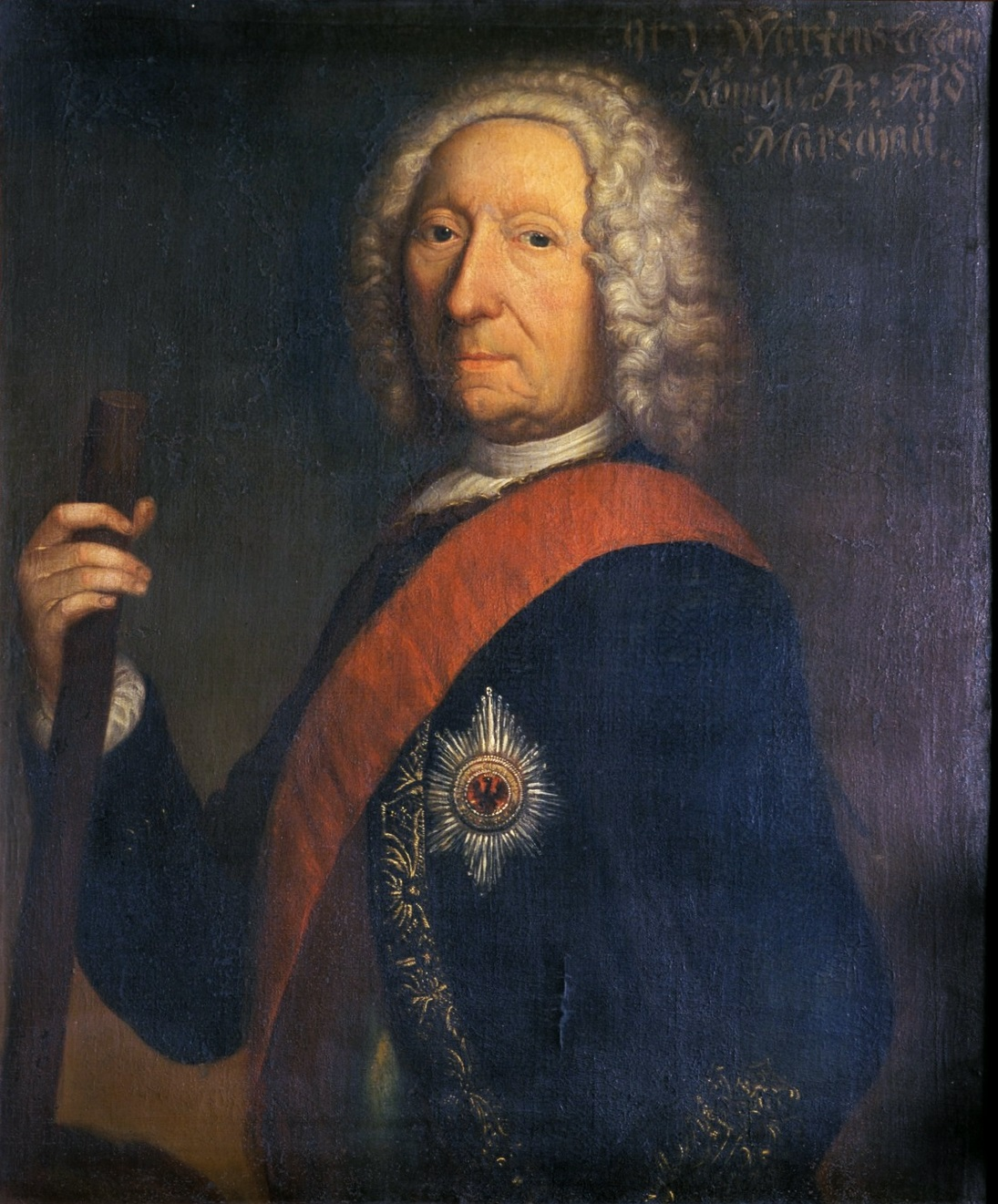
Alexander Hermann Graf von Wartensleben, Generalfeldmarschall, Wirklicher Geheimer Rat und Statthalter von Berlin

Das Drei-Grafen-Kabinett, wegen der Anfangsbuchstaben ihrer Namen auch Die Drei Wehs oder Das dreifache Weh genannt, war ein Günstlingskreis um den König Friedrich I., bestehend aus Hofmarschall August David Graf zu Sayn-Wittgenstein, Generalfeldmarschall von Wartensleben und dem Emporkömmling Johann Kasimir Kolbe von Wartenberg, der, ohne eine wirkliche Institution zu sein, die preußische Politik von 1702 bis 1710 maßgebend beeinflusste und gestaltete.

## Das Dreifache Weh
Nach dem Sturz des Oberpräsidenten Eberhard von Danckelman Ende 1697 stieg der Einfluss von Kolbe, der seit 1688 im brandenburgischen Staatsdienst stand. Bei der Krönung Friedrichs I. und in Staatssachen attestierte er Friedrich am nächsten. Er förderte nach Kräften die Neigung Friedrichs III., König zu werden, und gewann damit größten Einfluss auf die Staatsgeschäfte. Nach der Königskrönung erhielt er den Titel eines Reichsgrafen und wurde 1702 zum Premierminister ernannt.
Friedrich vertraute ihm in allen Fragen und war froh, das strenge Regime von Danckelman losgeworden zu sein. Nachdem Wartenberg seine Konkurrenten am Hof nach und nach ausgeschaltet hatte, besetzte er wichtige Hofstellen mit ihm ergebenen Handlangern. Den Posten des Wirklichen Geheimen Rates ließ er mit dem ihm ergebenen Generalfeldmarschall von Wartensleben besetzen, der darüber hinaus Statthalter von Berlin war. Graf von Wittgenstein, ein eigennütziger Mann, erhielt die Finanz- und Kammergeschäfte.
Das Wirken Wartenbergs wurde durch Ämterhäufung begünstigt, die es ihm gestattete, nach Belieben zu schalten und walten. Er war neben Premierminister und Chef der Generalökonomiedirektion auch Marschall des Königreichs Preußen, Protektor der Königlichen Akademien, Kanzler des Ordens vom Schwarzen Adler, Oberstallmeister, Oberaufseher der Königlichen Schlösser, Oberhauptmann aller Schatullenämter und Generalpostmeister, alles in Personalunion.
Besonders Wartenberg, auch in der Funktion als Oberkämmerer, und Wittgenstein wirtschafteten in ihrer Wirkenszeit vorwiegend für die eigene Tasche, wodurch Preußen vollkommen ausgeplündert wurde. Es gehörte zur Politik Wartenbergs, sich neue, überflüssige Ämter auszudenken. Um den Prunkbedürfnissen Friedrichs nachzukommen, erfand er zudem ständig neue Steuern, die Land und Leute schwer belasteten. Neben der traditionellen Kontribution, einer Grundsteuer, wurde die Akzise, eine Konsumsteuer, in die Höhe getrieben. Hinzu kamen Sondersteuern, so eine Kopfsteuer. Für den Konsum von Tee, Kaffee oder Kakao musste ein Erlaubnisschein erworben werden, der pro Jahr zwei Taler kostete. Es folgte die Einführung einer Perückensteuer, Hut-, Stiefel-, Strumpf- und Kutschensteuer. Unverheiratete Frauen (im Alter zwischen 20 und 40 Jahren laut manchen Quellen) mussten auf ihre Jungfernschaft im Monat 2 Groschen Jungfernsteuer entrichten. Schließlich wurde auch noch der Salzverbrauch besteuert, was insbesondere die Armen traf.
Erst als 1709 Pest und Hungersnöte das Königreich Preußen in katastrophalem Umfang heimsuchten, ließ Friedrich I. nach der Veröffentlichung des Gutachtens der Geheimen Hofkammer und der Domänenkommission zur Lage in Preußen das Drei-Grafen-Kabinett fallen. Zunächst ließ er Wittgenstein verhaften. Seine Machenschaften mit Versicherungsbetrug beim Feuer- und Brandschutz sowie die unpopuläre Salzsteuer, die ihm angelastet wurde, ließen ihn stürzen. Der 1711 angestrengte Prozess gegen Wittgenstein wurde aber auf Geheiß Friedrichs nicht eröffnet. Wartensleben blieb, wurde aber seiner Macht beraubt. Er war der einzige der drei, der sich auch unter Friedrichs Nachfolger Friedrich Wilhelm I., der mit dem Regime seines Vaters radikal brach, dessen Gunst erfreute, auch wenn der König dessen Enkel Hans Hermann von Katte 1730 köpfen ließ.